# Gedrag
Gedrag is het geheel van acties en reacties van een organisme, gewoonlijk met betrekking tot de natuurlijke omgeving en de sociale omgeving. De psychologie maakt verder onderscheid tussen uitwendig, voor derden waarneembaar gedrag, en inwendig, innerlijk gedrag zoals denken en voelen.
Gedrag kan bewust of onbewust, openlijk of heimelijk, vrijwillig of onvrijwillig zijn. Gedrag wordt mede bepaald door het endocriene systeem en het zenuwstelsel. De complexiteit van het gedrag van een soort organisme hangt samen met de evolutionair bepaalde complexiteit van zijn zenuwstelsel. Organismen met complexe zenuwstelsels hebben een groter vermogen tot leren en daardoor tot gedragsaanpassing. 
Het gedrag van mensen, andere organismen, en (bij uitbreiding) van mechanismen, valt binnen een waaier van normaal en abnormaal, aanvaardbaar en onaanvaardbaar gedrag. Gedrag wordt geëvalueerd met betrekking tot sociale normen en wordt door sociale controle ingeperkt.
- menselijk gedrag wordt bestudeerd door de gedragswetenschappen: psychologie, sociologie, antropologie
- dierlijk gedrag wordt bestudeerd binnen respectievelijk de vergelijkende psychologie, de ethologie of gedragsbiologie, de gedragsecologie en de sociobiologie
- gedrag van systemen wordt bestudeerd binnen de systeemtheorie

## Geschiedenis van de term
Lang werd een strikt onderscheid gemaakt tussen gedrag van mensen en dieren. De Engelse term behavior werd tot het einde van de 19e eeuw voorbehouden aan menselijk gedrag. Vermoedelijk was C. Lloyd Morgan de eerste die een boek wijdde aan diergedrag: Animal behaviour (1900).

## Beïnvloeding van gedrag bij mens en dier
Gedrag wordt beïnvloed door in- en uitwendige factoren.
Motivatie bepaalt grotendeels de kans dat een bepaald gedrag uitgevoerd wordt. Daarbij kunnen het hormoonstelsel en het zenuwstelsel de motivatie beïnvloeden. Hormoon- en zenuwstelsel worden in hun werking weer beïnvloed door de hoeveelheid (zon)licht en de hoogte van de temperatuur.
Uitwendige factoren zijn prikkels die het organisme zintuiglijk waarneemt: ziet, hoort, ruikt, proeft of voelt.
Volgens de theorie van gepland gedrag is intentie de belangrijkste factor voor gepland gedrag en volgt die intentie weer uit drie factoren; het belang dat aan het gedrag en het gevolg daarvan wordt gehecht, hoe de omgeving over dat gedrag denkt en de ingeschatte vaardigheid.
|                     |                     |                     |                     |                     |                     |  |  | Gedragsovertuiging     | Gedragsovertuiging     | Gedragsovertuiging     | Gedragsovertuiging     | Gedragsovertuiging     | Gedragsovertuiging     |  |  | Attitude                                              | Attitude                                              | Attitude                                              | Attitude                                              | Attitude                                              | Attitude                                              |  |  |          |          |          |          |          |          |  |  |        |        |        |        |        |        |
|                     |                     |                     |                     |                     |                     |  |  | Gedragsovertuiging     | Gedragsovertuiging     | Gedragsovertuiging     | Gedragsovertuiging     | Gedragsovertuiging     | Gedragsovertuiging     |  |  | Attitude                                              | Attitude                                              | Attitude                                              | Attitude                                              | Attitude                                              | Attitude                                              |  |  |          |          |          |          |          |          |  |  |        |        |        |        |        |        |
|                     |                     |                     |                     |                     |                     |  |  |                        |                        |                        |                        |                        |                        |  |  |                                                       |                                                       |                                                       |                                                       |                                                       |                                                       |  |  |          |          |          |          |          |          |  |  |        |        |        |        |        |        |
| Achtergrondfactoren | Achtergrondfactoren | Achtergrondfactoren | Achtergrondfactoren | Achtergrondfactoren | Achtergrondfactoren |  |  | Normatieve opvattingen | Normatieve opvattingen | Normatieve opvattingen | Normatieve opvattingen | Normatieve opvattingen | Normatieve opvattingen |  |  | Subjectieve normen                                    | Subjectieve normen                                    | Subjectieve normen                                    | Subjectieve normen                                    | Subjectieve normen                                    | Subjectieve normen                                    |  |  | Intentie | Intentie | Intentie | Intentie | Intentie | Intentie |  |  | Gedrag | Gedrag | Gedrag | Gedrag | Gedrag | Gedrag |
| Achtergrondfactoren | Achtergrondfactoren | Achtergrondfactoren | Achtergrondfactoren | Achtergrondfactoren | Achtergrondfactoren |  |  | Normatieve opvattingen | Normatieve opvattingen | Normatieve opvattingen | Normatieve opvattingen | Normatieve opvattingen | Normatieve opvattingen |  |  | Subjectieve normen                                    | Subjectieve normen                                    | Subjectieve normen                                    | Subjectieve normen                                    | Subjectieve normen                                    | Subjectieve normen                                    |  |  | Intentie | Intentie | Intentie | Intentie | Intentie | Intentie |  |  | Gedrag | Gedrag | Gedrag | Gedrag | Gedrag | Gedrag |
|                     |                     |                     |                     |                     |                     |  |  |                        |                        |                        |                        |                        |                        |  |  |                                                       |                                                       |                                                       |                                                       |                                                       |                                                       |  |  |          |          |          |          |          |          |  |  |        |        |        |        |        |        |
|                     |                     |                     |                     |                     |                     |  |  | Beheersingsovertuiging | Beheersingsovertuiging | Beheersingsovertuiging | Beheersingsovertuiging | Beheersingsovertuiging | Beheersingsovertuiging |  |  | Ingeschatte beheersing van gedrag (Zelfeffectiviteit) | Ingeschatte beheersing van gedrag (Zelfeffectiviteit) | Ingeschatte beheersing van gedrag (Zelfeffectiviteit) | Ingeschatte beheersing van gedrag (Zelfeffectiviteit) | Ingeschatte beheersing van gedrag (Zelfeffectiviteit) | Ingeschatte beheersing van gedrag (Zelfeffectiviteit) |  |  |          |          |          |          |          |          |  |  |        |        |        |        |        |        |
|                     |                     |                     |                     |                     |                     |  |  | Beheersingsovertuiging | Beheersingsovertuiging | Beheersingsovertuiging | Beheersingsovertuiging | Beheersingsovertuiging | Beheersingsovertuiging |  |  | Ingeschatte beheersing van gedrag (Zelfeffectiviteit) | Ingeschatte beheersing van gedrag (Zelfeffectiviteit) | Ingeschatte beheersing van gedrag (Zelfeffectiviteit) | Ingeschatte beheersing van gedrag (Zelfeffectiviteit) | Ingeschatte beheersing van gedrag (Zelfeffectiviteit) | Ingeschatte beheersing van gedrag (Zelfeffectiviteit) |  |  |          |          |          |          |          |          |  |  |        |        |        |        |        |        |

Mensen proberen vaak bewust elkaars gedrag en dat van dieren te beïnvloeden omdat zijzelf of de ander daar voordeel bij kunnen halen. De Amerikaanse psycholoog Burrhus Skinner beschreef in 1938 systematische technieken om min of meer blijvende gedragsveranderingen te bewerkstelligen door wat hij operante conditionering noemde. Hij ging uit van dierproeven maar trok besluiten die ook op mensen van toepassing zijn. Zo kwam hij onder meer tot de conclusie dat beloningen op termijn een groter bekrachtigend effect hebben dan straffen.

## Gedetermineerd versus aangeleerd gedrag bij mens en dier
Individueel gedrag wordt bepaald door erfelijke factoren en leerprocessen. Gedrag van een pasgeboren organisme is vooral erfelijk bepaald. Naarmate het organisme ouder wordt ontwikkelt het gedrag zich door leerprocessen tijdens het leven. Er ontstaat een aangepast gedrag dat de overlevingskansen van het organisme vergroot.
Soorten leerprocessen zijn: inprenting, gewenning, conditionering, imitatie, en inzicht.
Inprenting is het leren van iets dat alleen in een bepaalde korte levensperiode (de gevoelige periode) aangeleerd kan worden. Bijvoorbeeld het leren herkennen van soortgenoten of ouders.
Gewenning is het afleren van een reactie op een prikkel, na herhaaldelijke blootstelling aan die prikkel. Bijvoorbeeld het niet meer reageren van een spreeuw op een fotoflits.
Conditionering is het aanleren van gedrag middels beloning of via een straf. Hieronder vallen trial-and-error, dresseren, klassiek conditioneren en modern/operant conditioneren.
- Trial-and-error is het leren van de ervaringen die een organisme opdoet als gevolg van bepaald gedrag, ook wel proefondervindelijk leren. Bijvoorbeeld een insectenetende vogel die zwarte rupsen gaat mijden, na een aantal keer diens vieze smaak te hebben geproefd.

- Dresseren is het dieren aanleren van gedragingen bij een bepaald commando. Bijvoorbeeld het aanleren van honden om een poot te geven.

- Klassieke conditionering is het aanleren van gedrag dat bij een andere prikkel hoort. Bijvoorbeeld Pavlov die een hond aanleert om al te gaan kwijlen bij het voorafgaande belletje aan het voer in plaats van pas bij het voer zelf.

- Instrumentele of operante conditionering is het effect van een bepaald (initieel) gedrag op het aantal keren dat dat gedrag vervolgens opnieuw (operant) plaatsvindt. Bijvoorbeeld een muis drukt op een hefboom, en er komt vervolgens eten uit een gat, de muis zal hierdoor vaker drukken om zo meer eten te krijgen.

Imitatie of nabootsing is het aanleren van gedrag door het nadoen van gedrag van soortgenoten. Bijvoorbeeld het leren van zang door jonge vogels door het nadoen van geluiden van de ouders.
Inzichtelijk leren is het oplossen van een probleem in een onbekende situatie, door verschillende opgedane ervaringen van vroeger te combineren. Bijvoorbeeld het opstapelen van kisten door een aap om zo bij hoog hangende bananen te komen.

## Gedrag en soortgenoten

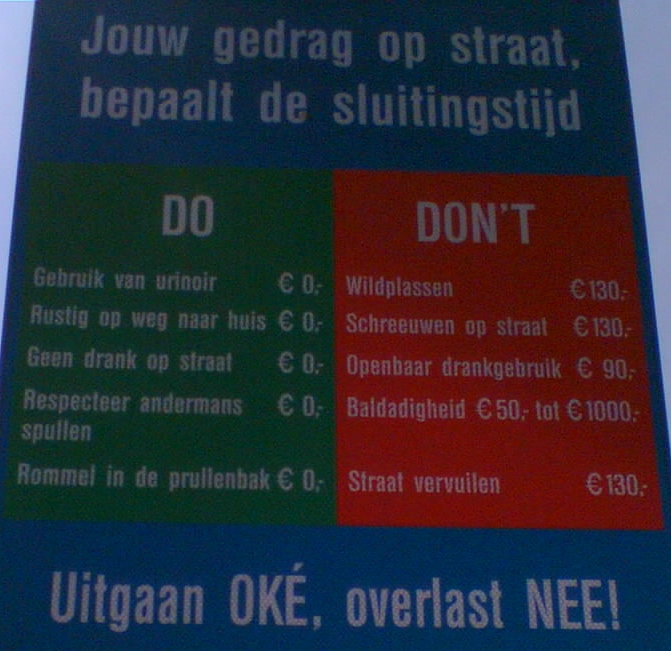
Aanwijzingen in het straatbeeld

Gedrag dat soortgenoten ten opzichte van elkaar vertonen heet sociaal gedrag. Sociaal gedrag wordt beïnvloed door signalen. Deze werken als prikkel voor de volgende handeling (reactie) van een soortgenoot, ze hebben dus een mededelingsfunctie. Door signalen is communicatie tussen soortgenoten mogelijk. 
Sommige sociale gedragingen zijn het gevolg van een vaste taakverdeling. Dit gebeurt bijvoorbeeld in een bijenkolonie: er is een koningin die eieren legt, honderden darren bevruchten de koningin en duizenden werksters verrichten alle andere taken in het nest.
Een andere functie van gedrag is het vaststellen van een rangorde in een groep. Dit gebeurt door imponeer- of verzoeningsgedrag. Bijvoorbeeld de pikorde bij kippen, het stampen en grommen van een chimpansee of het presenteren van het achterste bij bavianen.
Territoriumgedrag is gedrag dat dient om het territorium te verdedigen en af te bakenen tegen binnendringende soortgenoten, door middel van aanvallen, vluchten of dreigen. Het vormen van een territorium stelt veilig dat er voldoende voedsel en ruimte is om nakomelingen groot te brengen. 
Gedrag dat voorafgaat aan de paring en dat de kans op een paring vergroot heet baltsgedrag. Baltsgedrag zorgt ervoor dat de agressie tussen de mogelijke partners verminderd, en de seksuele motivatie vergroot wordt. Baltsgedrag is soortspecifiek. 
Daarnaast kan er conflictgedrag worden vertoond als twee soortgenoten elkaar tegenkomen. Conflictgedrag wordt veroorzaakt door een innerlijk conflict tussen twee, of meerdere gedragssystemen. Onder conflictgedrag vallen: ambivalent gedrag, overspronggedrag en omgericht gedrag. Ambivalent gedrag is gedrag dat is samengesteld uit handelingen uit twee of meerdere gedragssystemen. Overspronggedrag is gedrag dat vertoond wordt als er een conflict is tussen twee gedragssystemen, er wordt dan gedrag vertoond uit een derde gedragssysteem. Omgericht gedrag is gedrag waarbij het organisme zijn agressie richt op iets anders dan de soortgenoot.

## Verschillen en overeenkomsten tussen gedrag van mens en dier
Er zijn een aantal overeenkomsten tussen het gedrag van mens en dier. Bij beide wordt het gedrag bepaald door erfelijke factoren en leerprocessen, deze zijn vergelijkbaar. Ook zijn beide gevoelig voor sleutelprikkels en komen er rolpatronen voor. 
Maar er zijn ook een aantal verschillen. Zo wordt het gedrag van de mens wat sterker bepaald door leerprocessen dan bij dieren. Het leren door middel van inzicht is hier een voorbeeld van. Ook kunnen mensen hun eigen gedrag beoordelen aan de hand van normen en waarden, iets dat dieren niet kunnen.

## Psychologische observatie
Waarneembaar gedrag, zoals eten, lopen of luidop lezen kan gemeten worden. Een waarnemer observeert en registreert het optreden van specifiek gedrag van degene die geobserveerd wordt, bijvoorbeeld het aantal keren dat een leerling zijn hand opsteekt, en verricht daarmee metingen van het waarneembaar gedrag. Voorbeelden van niet-waarneembaar gedrag zijn het denken, het zich iets voor de geest halen, leren, stil lezen, en analyseren; innerlijke gedragingen die niet nauwkeurig rechtstreeks kunnen opgetekend of gemeten worden. Om te bepalen of niet-waarneembaar gedrag zich voordoet, moet de waarnemer toetsen of subjectieve testen ontwerpen waarmee het gedrag kan worden gemeten en gekwantificeerd - dat zijn dus pogingen om het niet-waarneembare alsnog waarneembaar te maken.